# Sympetalandra
Sympetalandra es un género de plantas con flores  perteneciente a la familia Fabaceae. Comprende 10 especies descritas y de estas, solo 5 aceptadas.

## Taxonomía
El género fue descrito por Otto Stapf y publicado en Hooker's Icones Plantarum 2721. 1891.

## Especies aceptadas
A continuación se brinda un listado de las especies del género Sympetalandra aceptadas hasta febrero de 2015, ordenadas alfabéticamente. Para cada una se indica el nombre binomial seguido del autor, abreviado según las convenciones y usos.	
- Sympetalandra borneensis Stapf
- Sympetalandra densiflora
- Sympetalandra hildebrandii
- Sympetalandra schmutzii
- Sympetalandra unijuga